# Rafel Balada Llasat
Rafel Balada Llasat   (Amposta, 27 de gener de 1950) és un enginyer tècnic agrícola i botànic, dedicat a la gestió dels dos parcs naturals de les Terres de l'Ebre, durant més de tres dècades. Fou director del Parc Natural del Delta de l'Ebre des de la seva creació el 1983 fins al 2000. Va deixar el càrrec per passar a ser el primer director del Parc Natural dels Ports, que dirigí des de la creació del Parc, el 2001, fins a la seva jubilació el 2015.
A banda de nombroses publicacions, articles en diaris i col·laboracions destaca la seva participació en el projecte ORCA - Organització per a la Cartografia de les plantes dels Països Catalans i l’Atles corològic de la flora vascular dels Països Catalans recopilant més de 100.000 dades, des de 1984, fent especial incidència durant la darrera dècada a la zona de la Catalunya Nord.
Rafel Balada és soci d'honor de la Institució Catalana d'Història Natural, «en reconeixement de la seva tasca naturalista».

## Obres destacades
- Guia del Delta de l'Ebre. Barcelona: Ketres, 1985, ISBN 84-85256-46-8. (castellà, ISBN 978-8485256488; anglès, ISBN 84-85256-50-6)
- Els Arbres de la Ribera: estudi inventari del bosc de ribera actual a la riba dreta de l'Ebre, des de Xerta a la Mediterrània. Amposta: Ajuntament, 1985, ISBN 84-505-1294-8.
- BALADA LLASAT, R. «Els Sistemes Naturals de les Terres de l'Ebre». LLOP, C.; F. LEDER i E. FABREGAT. Visions del paisatge de les Terres de l'Ebre. Benicarló: Onada, 2008. pàg. 107-113.
- BUIRA, T.; R. BALADA i C. SASTRE. Plantes vasculars del quadrat UTM 31T EH04, Estany de Salses. Barcelona: Institut d'Estudis Catalans, Secció de Ciències Biològiques, 2012.